# Spoorlijn Rotterdam Hofplein - Scheveningen
De Hofpleinlijn is de door de Zuid-Hollandsche Electrische Spoorweg-Maatschappij aangelegde en tussen 1907 en 1908 in gebruik genomen spoorlijn die Rotterdam Hofplein via Den Haag met Scheveningen verbond.
Op 1 oktober 1908 reden hier de eerste elektrische treinen van Nederland. Aanvankelijk was de lijn geëlektrificeerd met een bovenleidingsspanning van 10.000 volt, 25 hertz (eenfase wisselspanning). In 1926 werd dit gewijzigd in 1500 volt gelijkspanning, tot heden de standaard voor Nederlandse spoorlijnen.
Oorspronkelijk reden de treinen van Rotterdam Hofplein naar Scheveningen via station Den Haag HS, waar ze kop maakten. Ook werd er voor 1940 via een verbindingsboog (die net als de lijn van Rotterdam Hofplein naar Den Haag HS onder de Oude Lijn doorging) direct tussen Rotterdam Hofplein en Scheveningen gependeld. Nadat de lijn naar Scheveningen in 1953 werd gesloten, hadden de treinen aanvankelijk Den Haag HS als eindpunt, maar na het gereedkomen van de toenmalige nieuwbouw van station Den Haag Centraal (toen Den Haag CS geheten) en de verbindingsboog van Laan van NOI naar Den Haag Centraal in 1975 reden de treinen daarheen.
De spoorlijn werd gebruikt als omleidingsroute tussen Den Haag en Rotterdam als de spoorlijn via Delft (door werkzaamheden of een storing) niet gebruikt kon worden. Sinds december 2002 is dit onmogelijk doordat de verbindingsbogen tussen de spoorlijn Utrecht - Rotterdam en de Hofpleinlijn buiten dienst zijn gesteld en zijn opgebroken in verband met de bouw van het Statenwegtracé.
In de zomer van 2006 werden in het kader van RandstadRail aanpassingen verricht teneinde de lijn geschikt te maken voor een metrodienst. Nadat de gehele lijn enkele maanden buiten bedrijf was, werd de lijn op 10 september 2006 gedeeltelijk geopend als (in naam) onderdeel van Metrolijn E, in exploitatie bij de RET. Het deel van Nootdorp tot aan Den Haag Centraal is, na in november 2006 enkele weken in gebruik te zijn geweest, stilgelegd wegens technische mankementen en de ontsporing van een RET-metrovoertuig bij Station Forepark. Sinds 3 september 2007 is de lijn volledig in bedrijf.
In Rotterdam liep de lijn over het Hofpleinviaduct met 189 overspanningen over een totale lengte van 1900 meter. Op dit gedeelte van de lijn was slechts vier jaar een metrodienst in bedrijf, in augustus 2010 werd de Hofpleinlijn via een nieuwe geboorde tunnel, het zogenoemde Statenwegtracé, aangesloten op de Metrolijn E en is het traject tussen het voormalige station Rotterdam Kleiweg en Rotterdam Hofplein opgeheven.

## Beknopte historie

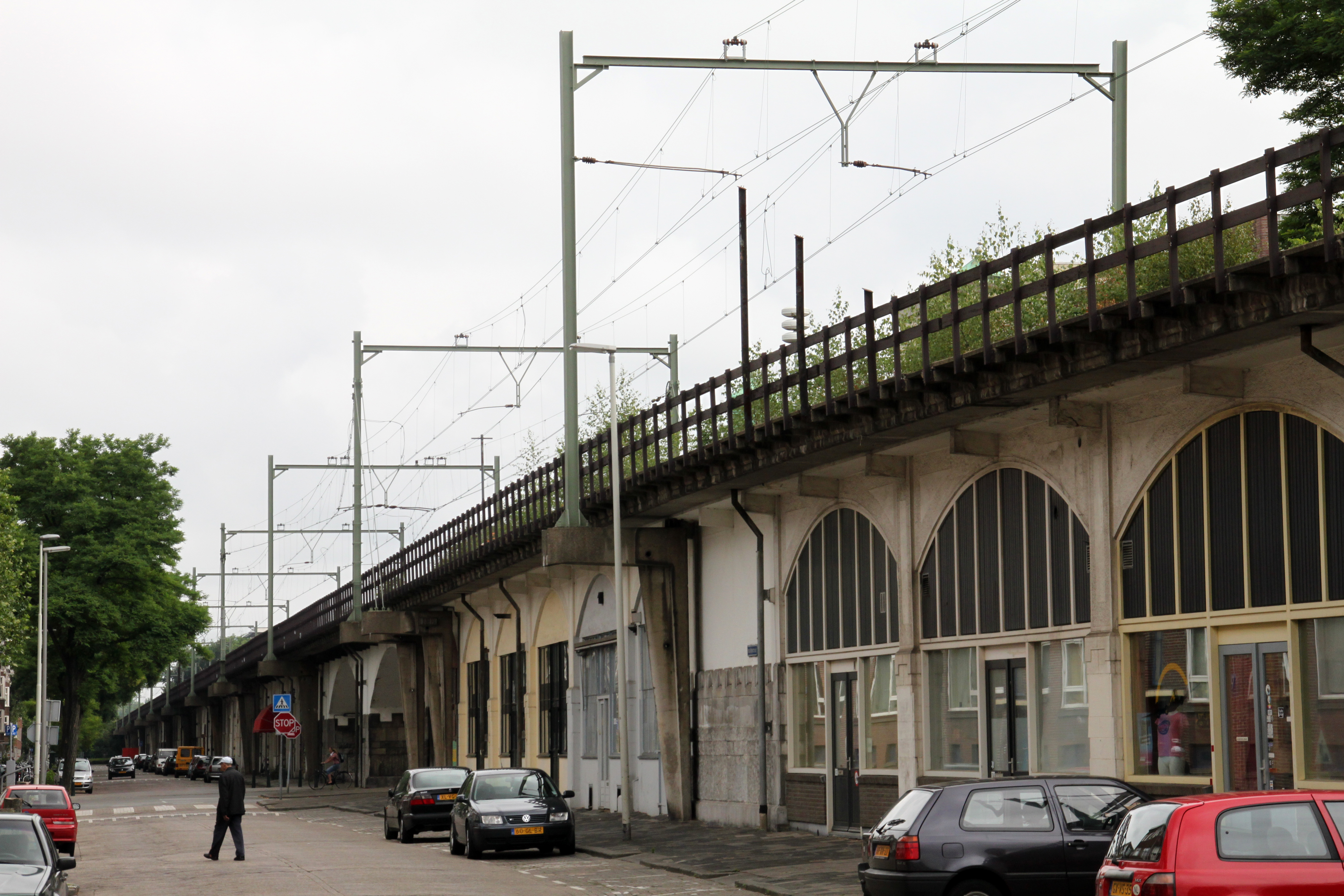
Hofpleinlijnviaduct.

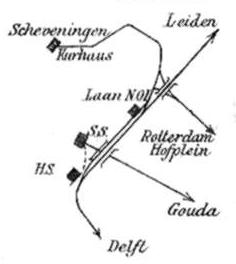
Situatie 1908 - 1953

De spoorlijn werd in 1905 aangelegd door de Zuid-Hollandsche Electrische Spoorweg-Maatschappij (ZHESM). Het viaduct te Rotterdam was een der eerste bouwwerken waarbij op grote schaal gewapend beton werd toegepast.
- 1 mei 1907: opening Den Haag HS - Scheveningen Kurhaus (stoomtractie).
- 1 oktober 1908: opening Rotterdam Hofplein - Scheveningen Kurhaus.
- 1 oktober 1908: invoering van elektrische tractie
- 8 maart 1909: opening van verbindingsboog Rotterdam Delftsche Poort (Rotterdam DP) - Kleiweg.
- 1 oktober 1927: elektrificatie van verbindingsboog Rotterdam DP - Kleiweg.
- 3 april 1943: opheffing van Renbaan-Achterweg - Scheveningen Kurhaus.
- 15 juni 1947: heropening van Renbaan-Buurtweg - Scheveningen.
- 17 december 1951: opening van verbindingsboog Rotterdam Noord Goederen - Kleiweg.
- 4 oktober 1953: opheffing van tak naar Scheveningen. De spoorlijn lag in de weg voor de ontwikkeling van de nieuwe Haagse wijk Mariahoeve en bovendien was het aantal reizigers in de loop der jaren teruggezakt naar 320 reizigers per dag op dit traject.[1]
- 28 september 1975: opening van verbindingsboog Den Haag Laan van NOI - Den Haag CS.
- 1 januari 2002: opheffing van verbindingsbogen Rotterdam Centraal – Kleiweg en Rotterdam Noord Goederen - Kleiweg.
- 7 november 2005: opening van Nootdorpboog. Door de aanpassingen voor RandstadRail werd het onderhoudswerkplaats  van NedTrain in Leidschendam gescheiden van het spoorwegnet. Om de werkplaats toch bereikbaar te houden voor spoorwegmaterieel, is een nieuwe verbindingsboog naar Voorburg aangelegd.
- 3 juni 2006 - 10 september 2006: gehele lijn tijdelijk buiten gebruik, diverse aanpassingen om de lijn geschikt te maken voor exploitatie met sneltrams in het kader van RandstadRail.
- 10 september 2006: ingebruikname van het trajectdeel Rotterdam Hofplein - Nootdorp.
- 11 november 2006: officiële opening van het gehele traject Rotterdam Hofplein - Den Haag CS als onderdeel van RandstadRail.
- 17 augustus 2010: opening van tunnel tussen Kleiweg en Rotterdam Centraal; opheffing van traject Kleiweg - Rotterdam Hofplein.
- 13-16 mei 2011: Hofpleinlijnviaduct over de A20 wordt gesloopt om ruimte te maken voor verlenging van de oprit vanaf het Schieplein de A20 op naar Gouda/Dordrecht.

## Oorspronkelijke spoorlijn

### Stations
- Rotterdam Hofplein (opgeheven 17 augustus 2010)
- Rotterdam Bergweg (opgeheven 3 juni 2006)
- Rotterdam Kleiweg (station opgeheven op 3 juni 2006, vervangen door metrostation Melanchthonweg)
- Adrianalaan (opgeheven op 15 mei 1933, werd vervangen door station Wilgenplas, dat op 12 mei 2010 werd opgeheven)
- Rotterdam Wilgenplas (opgeheven 12 mei 2010)
- Berkel en Rodenrijs (van 1908 tot 1965 station Rodenrijs, van 1965 tot 2006 station Berkel en Rodenrijs, sinds 10 september 2006 metrostation Rodenrijs)
- Berkel (opgeheven op 30 mei 1965, werd vervangen door station Rodenrijs dat werd omgedoopt tot station Berkel en Rodenrijs, dit heet sinds 10 september 2006 metrostation Rodenrijs)
- Pijnacker (is sinds 2006 metrostation Pijnacker Centrum)
- Nootdorp Oost (opgeheven op 15 mei 1938, in 2006 is hier metrostation Nootdorp geopend)
- Leidschendam-Voorburg
- Voorburg 't Loo (geopend op 27 mei 1974)
- Den Haag Laan van NOI
- Den Haag HS

### Stations aan de tak naar Scheveningen
- Wassenaar
- Renbaan-Achterweg
- Waalsdorpscheweg
- Wittebrug-Pompstation
- Scheveningen

### Treindiensten
Op 1 oktober 1908 reed de eerste reizigerstrein over het viaduct. De lijn was de eerste geëlektrificeerde spoorlijn van Nederland. Er werd 10.000 volt wisselspanning met een frequentie van 25 hertz gebruikt. Hiertoe bezat de ZHESM een eigen elektriciteitscentrale op het terrein van de werkplaats in Leidschendam. In 1923 is de lijn overgenomen door de HSM en in 1926 is de bovenleidingspanning gewijzigd in de toen nieuwe Nederlandse standaard van 1500 volt gelijkspanning.
In 1953 werd de tak naar Scheveningen opgeheven en werd station Den Haag HS het enige noordelijke eindpunt.
De treinen reden sinds 1975 niet langer naar station Den Haag HS, maar naar het nieuwe Centraal Station. In 1977 is de Zoetermeer Stadslijn geopend als zijtak van de Hofpleinlijn. In Leidschenveen (thans op Haags grondgebied) takt de Zoetermeerlijn af.
Het oorspronkelijke materieel bleef in dienst tot 1944. Na de oorlog werd stroomlijnmaterieel ingezet. Sinds 1976 reden er Sprinters op deze lijn. In 2006 werden op deze lijn voornamelijk tot Citypendels, verbouwde sprinters, ingezet, maar in weekenden waren er ook vernieuwde sprinters te vinden. Tussen de stations Rotterdam Hofplein en Kleiweg was de laatste jaren nog slechts één spoor in gebruik.
Per 3 juni 2006 is de treindienst van de NS op de Hofpleinlijn beëindigd. Na een ombouwperiode van drie maanden met vervangend busvervoer, is de lijn als onderdeel van RandstadRail heropend.

## RandstadRail
De spoorlijn is in 2006 in het kader van RandstadRail geschikt gemaakt voor een metrodienst van de RET en van Leidschendam tot Laan van NOI tevens geschikt gemaakt voor de lagevloertrams van de HTM voor de Zoetermeer Stadslijn. De haltes op het gedeelde traject zijn daartoe voorzien van perrons in twee hoogtes.
Ook na de verbouwing is de lijn officieel nog een spoorlijn, hoewel er enkel nog metrorijtuigen op rijden. De lijn is door de minister van Verkeer en Waterstaat aangewezen als lokaalspoorweg en niet als een stadsspoorweg (metrolijn). Een metrolijn moet een volledig vrije baan hebben zonder gelijkvloerse kruisingen, maar de Hofpleinlijn heeft enkele overwegen en is dus vergelijkbaar met de oudere sneltramlijnen in Rotterdam Alexander.
Het eerste deel van de vernieuwde lijn is op 10 september 2006 heropend tussen Rotterdam Hofplein en Nootdorp. Na enig oponthoud is uiteindelijk de gehele lijn tussen Rotterdam Hofplein en Den Haag Centraal op 11 november 2006 officieel geopend. Tussen 29 november 2006 en 3 september 2007 was het gedeelte tussen Nootdorp en Den Haag, na enkele ontsporingen, echter weer tijdelijk buiten gebruik.
Via een nieuwe geboorde tunnel, het zogenoemde Statenwegtracé, rijden de metro's sinds 17 augustus 2010 door naar het centrum van Rotterdam via de Metrolijn E. Na Melanchthonweg rijden de metro's door deze nieuwe tunnel via station Blijdorp naar Rotterdam Centraal. Met het gereedkomen van dit tracé wordt het spoorviaduct in Rotterdam-Noord en daarmee ook het station Hofplein verlaten, waarna van een Hofpleinlijn eigenlijk geen sprake meer is. Het viaduct in Rotterdam werd overbodig voor de exploitatie; het is nu een rijksmonument en blijft wel behouden en daarmee de vele bedrijfjes die onder de bogen zijn gevestigd. Het viaduct is aangekocht door een aantal Rotterdamse woningcorporaties, die het viaduct een nieuwe functie zullen gaan geven.

### Nieuwe stations
In het kader van RandstadRail zijn langs de bestaande lijn de volgende nieuwe stations geopend:
- Melanchthonweg (ter vervanging van Rotterdam Kleiweg) op het viaduct over de Melanchtonweg, om een eenvoudige overstap op tramlijn 25 te bieden.
- Meijersplein (ter vervanging van Rotterdam Wilgenplas)
- Berkel Westpolder
- Pijnacker Zuid
- Nootdorp
- Leidschenveen
- Forepark

## Foto's

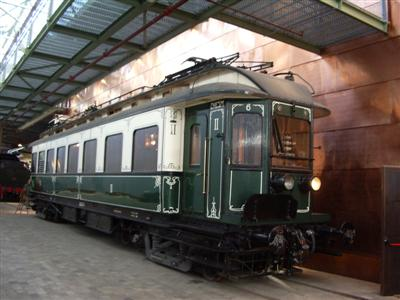
Het oorspronkelijke materieel van de Hofpleinlijn. ZHESM-motorrijtuig mBC 6 (bouwjaar 1908) in het Nederlands Spoorwegmuseum
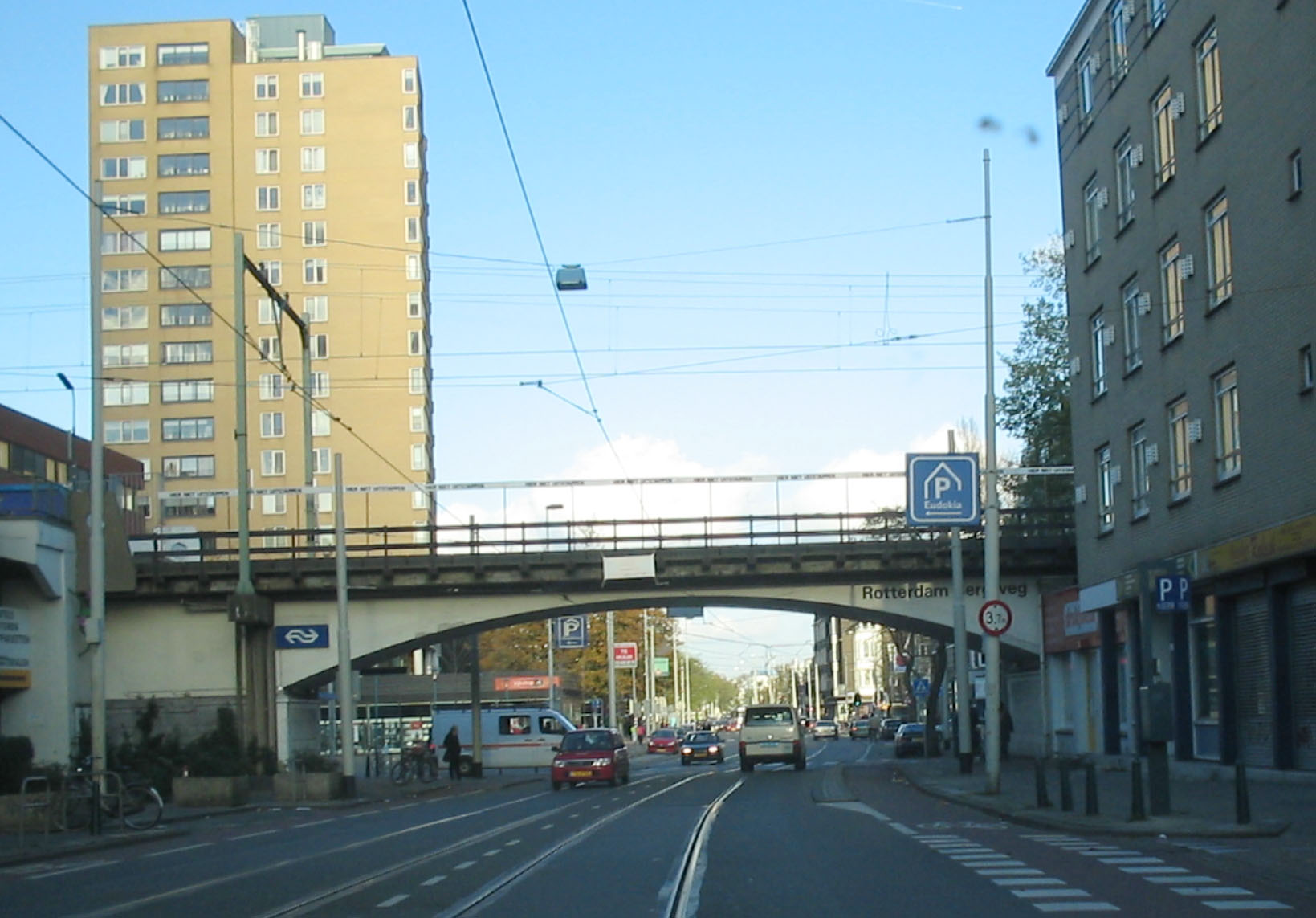
Het viaduct boven de Bergweg
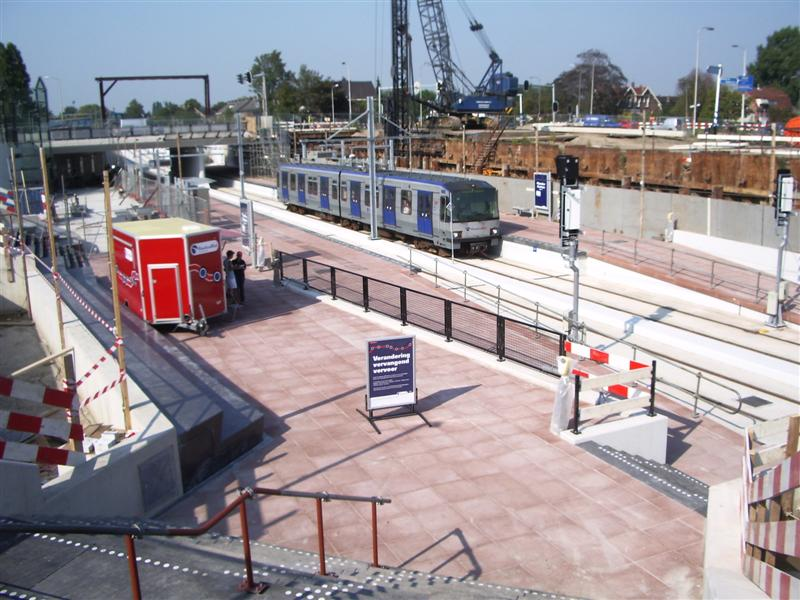
Het nieuwe Pijnacker Centrum (metrostation) in september 2006